# Tinerastia discipunctella
Tinerastia discipunctella är en fjärilsart som beskrevs av George Francis Hampson 1896. Tinerastia discipunctella ingår i släktet Tinerastia och familjen mott. Inga underarter finns listade i Catalogue of Life.